# Хардангервидда
Хардангервидда (норв. Hardangervidda) — горное плато в районе Хардангер западной Норвегии. Самое крупное высокогорное плато Европы, находится на высоте от 1200 до 1600 метров над уровнем моря и занимает площадь порядка 8000 км², примерно 3500 км² которой занимает Национальный парк Хардангервидда. С запада к плато подходит Хардангер-фьорд.

## Геология
Геологически горное плато Хардангервидда возникло порядка 4,8 млн лет назад. В своём сегодняшнем виде плато существует уже около 10 тысяч лет, с момента отступления льдов в этой части территории Норвегии. Тем не менее, ряд ледников, расположенных выше 1400 метров над уровнем моря, сохранился — в частности, ледники Хардангерйокулен (норв. Hardangerjokulen), Нупсфонн (норв. Nupsfonn) и Солфонн (норв. Solfonn), из которых Хардангерйокулен является крупнейшим.
Перепад высот на плато составляет от 1200 до 1600 м над уровнем моря. Самые высокие точки плато находятся в его западной и южной частях, от которых в восточном направлении идёт постепенное снижение. Крупнейшие реки плато также протекают в восточном направлении. Несколько более мелких рек текут в западном направлении, образуя на своем пути ряд водопадов различной высоты (самый крупный — водопад Вёрингсфоссен (норв. Voringsfossen), высота падения потока 134 метра). Часть этих водопадов в начале XX века была приспособлена для получения электроэнергии, однако остальные водопады сохранились и сейчас находятся под государственной охраной.

## Климат

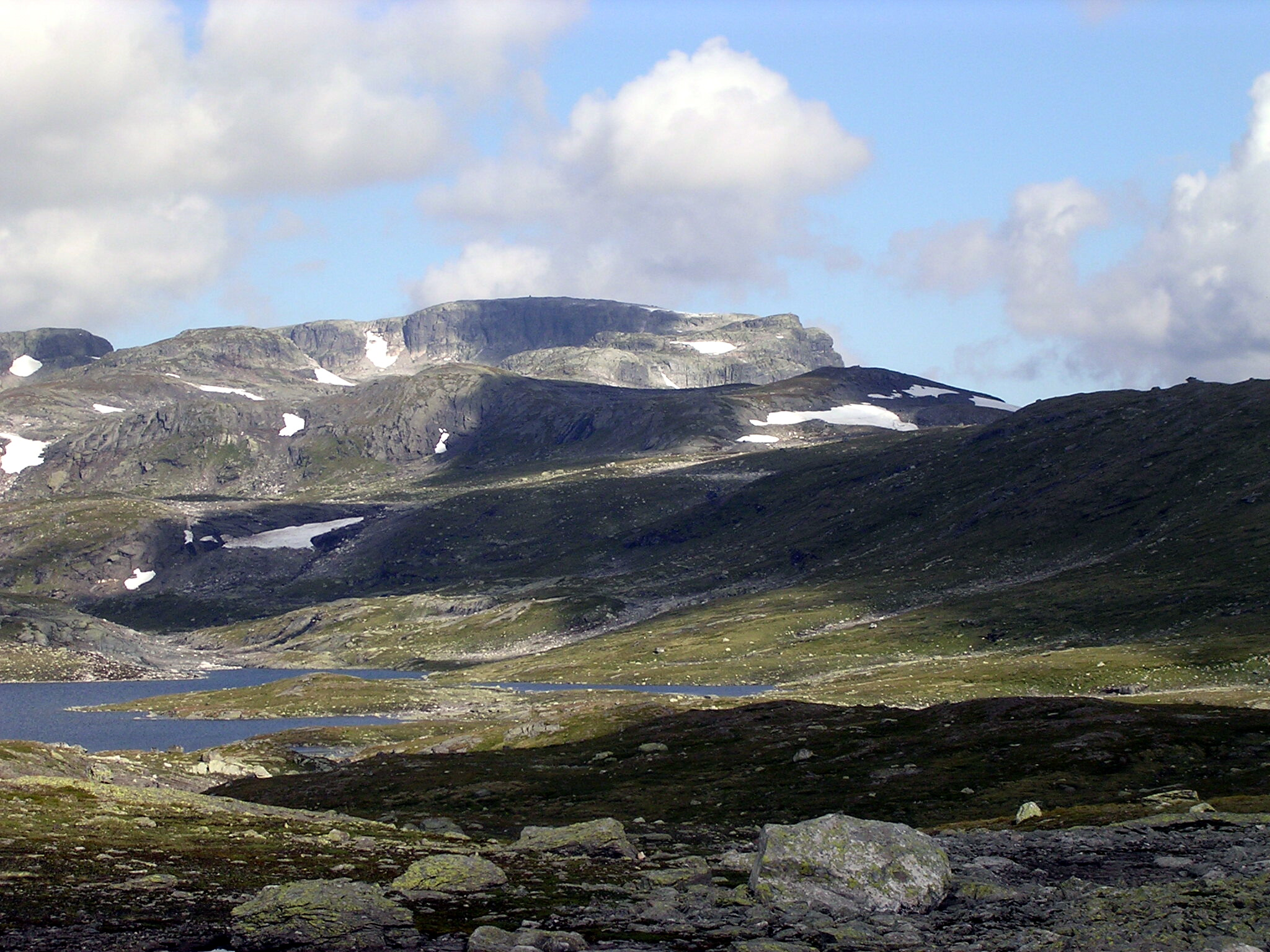
Суровая природа плато Хардангервидда.

Средняя температура воздуха на Хардангервидде в летнее время — порядка +15 °C, зимой же столбик термометра может опускаться ниже −20 °C. Высота снежного покрова в зимнее время может достигать 3 м и более. Почти всегда дуют сильные ветры. Смена погодных условий быстрая и зачастую труднопредсказуема.

## Флора
Примерно 7000 лет назад Хардангервидда была покрыта лесами. Однако сегодня леса не поднимаются выше 1000 метров над уровнем моря. Основу флоры Хардангервидды составляют очень разнообразные мхи, лишайники, травы и травянистые кустарники.

## Фауна
Фауна Хардангервидды представлена, в первую очередь, достаточно крупной популяцией северных оленей. Олени заселили плато около 5000 лет назад и с тех пор являются его постоянными обитателями. Популяция оленей в разные годы может составлять от 6000 до 12000 голов. Охота на оленей в районе Хардангервидды жёстко ограничена государственными нормативными актами Норвегии.
Также Хардангервидда является местом обитания лисиц, горностаев, леммингов и т. д.

## История заселения
Археологические раскопки, проводимые на территории плато, свидетельствуют, что первые люди появились на Хардангервидде около 5000 года до нашей эры, когда плато ещё было покрыто лесами. Судя по остаткам стоянок, жившие здесь люди занимались лесным собирательством, скотоводством и выращиванием трав. Позднее Хардангервидда стала одним из мест добычи железа.
С отступлением лесов, люди спустились с плато, однако продолжали наведываться на него, охотясь на оленей.
Примерно с 500 г нашей эры по Хардангервидде проходила основная дорога, связывавшая западную и восточную части современной Норвегии. Проходящие по этому маршруту тропы, известные в Норвегии как Слепер (норв. Sleper), сохранились по сей день. Путники передвигались в основном пешком и на лошадях в летнее время, а в зимнее — на лыжах и санях.

## Хардангервидда сегодня
Первозданная природа, тишина и безмятежное спокойствие Хардангервидды летом привлекает тысячи туристов. Хардангервидда является популярным местом активного отдыха. Наиболее популярные направления — туристические походы, сплавы по рекам. В зимнее время — горные лыжи. По плато разбросан ряд кемпингов и туристических отелей. Кроме того, обслуживание туристов — один из главных источников дохода городов, граничащих с Хардангервиддой, таких, к примеру, как Eidfjord. В этих городах расположены туристические отели, агентства проката туристического снаряжения и т. д.

### Природный Центр Хардангервидда
Природный Центр Хардангервидда (норв. Hardangervidda Natursenter), расположенный в городке Ovre Eidfjord в 30 км от Хардангервидды, предлагает посетителям обширную научно-популярную программу. Здесь есть диорамный павильон, интерактивные экраны, аквариум, видео показы природы и поясняющие тексты. В специальном зале демонстрируется панорамное документальное кино. Фильм «собран» из уникальных съемок местной природы (в основном — вертолётных) и повествует не только о самой Хардангервидде, но также о фьордах, горах, водопадах и жизни жителей региона.
С помощью интерактивных информационных программ, демонстрируемых в центре, гости могут наблюдать, как двигались и отступали ледники двадцать пять миллионов лет назад. Кроме того, гости центра могут отправиться в далёкое прошлое на некоем подобии «машины времени» и поговорить с древненорвежским охотником Оттаром, который прекрасно осведомлён о специфике многих эр и эпох и с удовольствием делится своими познаниями. Также посетители имеют возможность с помощью интерактивного экрана наблюдать жизнь нескольких северных оленей.

## Интересные факты
- В Хардангервидде снималась поверхность вымышленной планеты Хот из фильма Звёздные войны. Эпизод V: Империя наносит ответный удар.